# Municipio de Orwell (Pensilvania)
El municipio de Orwell (en inglés: Orwell Township) es un municipio ubicado en el condado de Bradford en el estado estadounidense de Pensilvania. En el año 2000 tenía una población de 1.097 habitantes y una densidad poblacional de 13.3 personas por km².

## Geografía
El municipio de Orwell se encuentra ubicado en las coordenadas 41°52′39″N 76°16′31″O / 41.87750, -76.27528.

## Demografía
Según la Oficina del Censo en 2000 los ingresos medios por hogar en la localidad eran de $36,635 y los ingresos medios por familia eran $42,500. Los hombres tenían unos ingresos medios de $28,889 frente a los $21,985 para las mujeres. La renta per cápita para la localidad era de $15,055. Alrededor del 6,3% de la población estaban por debajo del umbral de pobreza.